# 医療品規制
医療品規制（いりょうひんきせい、Regulation of therapeutic goods）では、医薬品および医療機器の規制について述べる。
制度は国によって様々であり、ある国では連邦国家レベルで規制しており（米国FDA）、またある国では州レベルであったり、またオーストラリアのように複数の政府機関によって規制されている場合もある。

## 各国の制度

### アメリカ州

#### アメリカ合衆国
米国では食品医薬品局（FDA）が規制している。規制物質法によりスケジュールI～Vまでの5つに分類される。新薬が発明されると、米国では薬のリコールが多発する。

#### カナダ
カナダでは医療品はFood and Drug Act法に基づき規制される

#### ブラジル
ブラジルにおいては医療品はブラジル保健省配下のNational Health Surveillance Agency（米国FDA相当）が規制している。
分類は以下5カテゴリとなる。
- Normal Medicines
- Red Stripe Medicines
- Red Stripe Psychoactive Medicines
- Black Stripe Medicines
- "Yellow A Form" prescription medicines

### ヨーロッパ

#### アイスランド
アイスランドではアイスランド医薬品規制庁が規制している。

#### イギリス
英国では、ヒト向けの医薬品は医薬品・医療製品規制庁(MHRA)が規制している。1971年薬物乱用法により4つにクラス分類されている。
また英国国民医薬品集(British National Formulary, BNF)が作成されている。

#### スウェーデン
スウェーデンでは、スウェーデン医療製品庁(MPA)が規制している。

#### ノルウェー
ノルウェーでは医薬品は5グループに分けて規制されている。
- Class A - 麻薬・催眠鎮静剤・アンフェタミンには特定の処方箋が要求される
- Class B - 依存性のある物質（ジアゼパム・ニトラゼパム・その他のベンゾジアゼピン）
- Class C - すべての処方箋医薬品
- Class F - 処方箋不要の医薬品
- Unclassifieds - ノルウェーにて発売されていない医薬品

#### スイス
スイスではSwissmedicにより規制されており、分類は以下の5カテゴリである。
- A: Supply once with a prescription from a doctor or veterinarian
- B: Supply with a prescription from a doctor or veterinarian
- C: Supply on technical advice from medical staff
- D: Supply on technical advice
- E: Supply without technical advice

#### デンマーク
デンマークでは、デンマーク国家保健委員会（Danish Health and Medicines Authority）が医薬品のライセンスおよび監視業務、価格決定を担っている。

### アジア

#### インド
インドでは保健家族福祉省配下のCentral Drugs Standard Control Organization（CDSCO）が規制している。

#### オーストラリア
オーストラリアにおいては医療品はTherapeutic Goods Administration (TGA)によって規制される。薬の治療効果および毒性は州レベルでスケジュール規制されているが、大部分は連邦国家の Standard for the Uniform Scheduling of Drugs and Poisons (SUSDP)ガイダンスを参考に設定される。
SUSDPでは医療品を以下5カテゴリ(太字)として規制している。
| 分類              | 簡易説明(英語)              | 簡易説明(日本語訳)                                                                            |
| ----------------- | --------------------------- | --------------------------------------------------------------------------------------------- |
| *Schedule 1       | Blank                       | この分類は2015年時点で使用されていない                                                        |
| *Schedule 2 (S2)  | Pharmacy Medicines          | 薬局取扱薬                                                                                    |
| *Schedule 3 (S3)  | Pharmacist Only Medicines   | 薬剤師取扱薬                                                                                  |
| *Schedule 4 (S4)  | Prescription Only Medicines | 処方箋薬                                                                                      |
| *Schedule 5 (S5)  | Caution                     | 取扱要注意薬物 危険性有害性が低く、製品への注意表示と取扱方法の表示により危害を低減できる薬物 |
| *Schedule 6 (S6)  | Poison                      | 毒物 危険性有害性が中等度で、製品への警告表示と取扱方法の表示により危害を低減できる薬物       |
| *Schedule 7 (S7)  | Dangerous Poison            | 危険な毒物 危険性有害性が高く、製造、取扱、使用において特別な注意を要する薬物                 |
| *Schedule 8 (S8)  | Controlled Drugs            | 規制医薬品 乱用、誤用、依存を防止する目的で製造、流通、所有の制限が必要な薬物                 |
| *Schedule 9 (S9)  | Prohibited Substance        | 禁止薬物 当局からの許認可を得た場合を除き、法により製造、所持、販売、使用が禁止される薬物     |
| *Unscheduled (US) | Unscheduled                 | 上記規制の対象外                                                                              |

#### 中国
中華人民共和国では、国家食品薬品監督管理局(SFDA)が規制している。

#### 日本
日本においては麻薬及び向精神薬取締法と医薬品、医療機器等の品質、有効性及び安全性の確保等に関する法律で規制されている。また日本薬局方が公布されている。厚生労働大臣の許可を受けたものでなければ、医薬品・医療機器を業として製造販売をすることはできない（医薬品、医療機器等の品質、有効性及び安全性の確保等に関する法律12条）。厚生労働大臣は、その審査を独立行政法人医薬品医療機器総合機構(PMDA)に委譲することができる（医薬品、医療機器等の品質、有効性及び安全性の確保等に関する法律13条2）。各国の規制スケジュールに相当するものは、麻薬及び向精神薬取締法にて規制され、保管の条件、流通の記録といった様々な条件が課せられる。
- 医療機器及び体外診断用医薬品の製造管理及び品質管理の基準に関する省令 - GQP
- 医薬品、医薬部外品、化粧品及び医療機器の品質管理の基準に関する省令 - QMS
- 医薬品、医薬部外品、化粧品及び医療機器の製造販売後安全管理の基準に関する省令 - GVP

#### 韓国
韓国においては、薬事法 (大韓民国)および医療機器法によって規制される。

### 欧州連合
- 欧州医薬品庁
- EudraLex（英語版）, the collection of rules and regulations governing medicinal products in the European Union
- Directive 65/65/EEC1（英語版）, requires prior approval for marketing of proprietary medicinal products
- Directive 75/318/EEC（英語版）, clarifies requirements of 65/65/EEC1 and requires member states to enforce them
- Directive 75/319/EEC（英語版）, requires marketing authorization requests to be drawn up only by qualified experts
- Directive 93/41/EEC（英語版）, establishes the European Agency for the Evaluation of Medicinal Products
- Directive 2001/20/EC（英語版）, defines rules for the conduct of clinical trials（英語版）
- Directive 2001/83/EC（英語版）
- Directive 2005/28/EC（英語版）, defines Good Clinical Practice for design and conduct of clinical trials